# Citroën-Kégresse

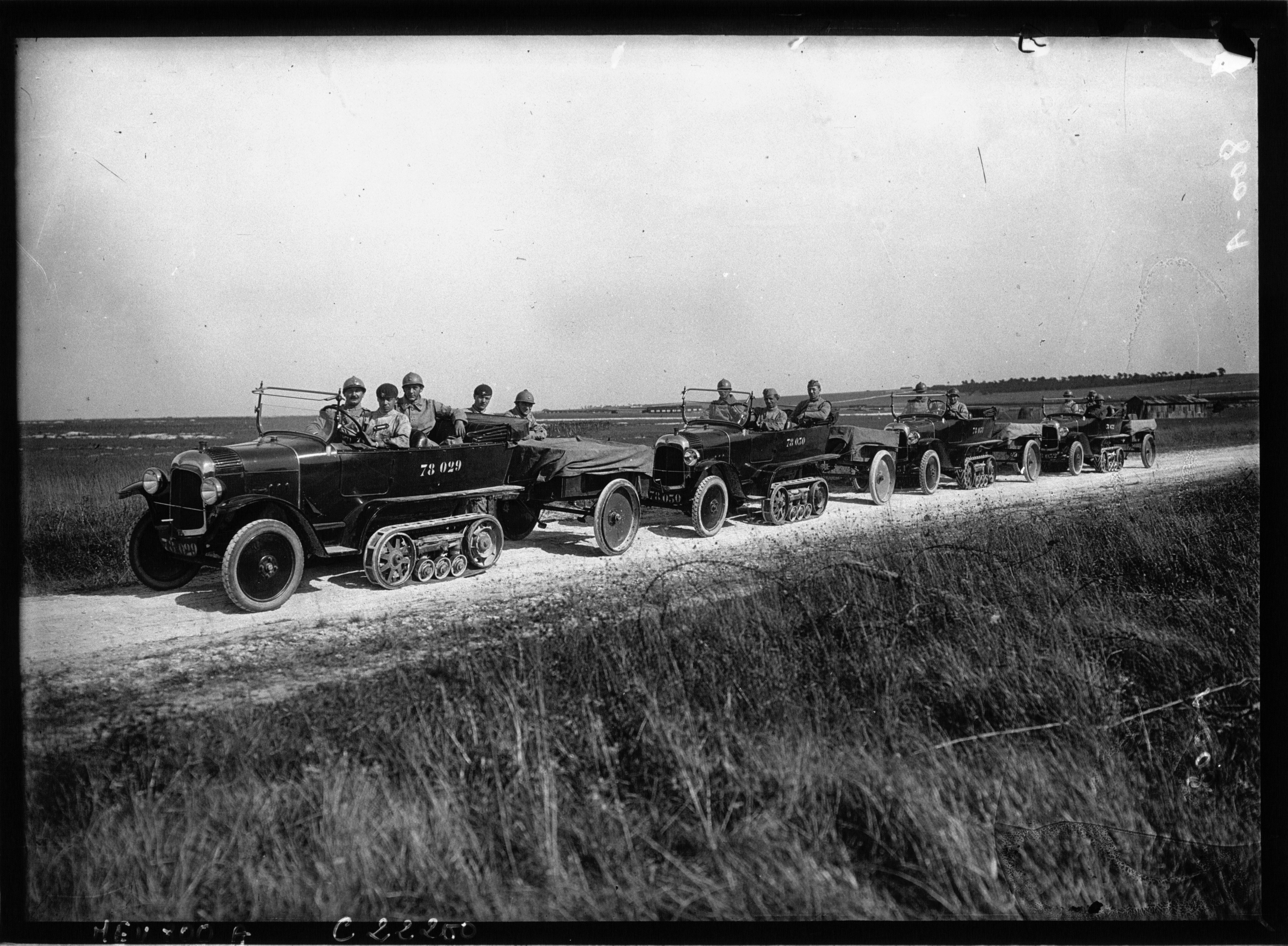
Citroën-Kégresse P1T med ammunitionssläpvagnar vid Chalonslägret, 1922

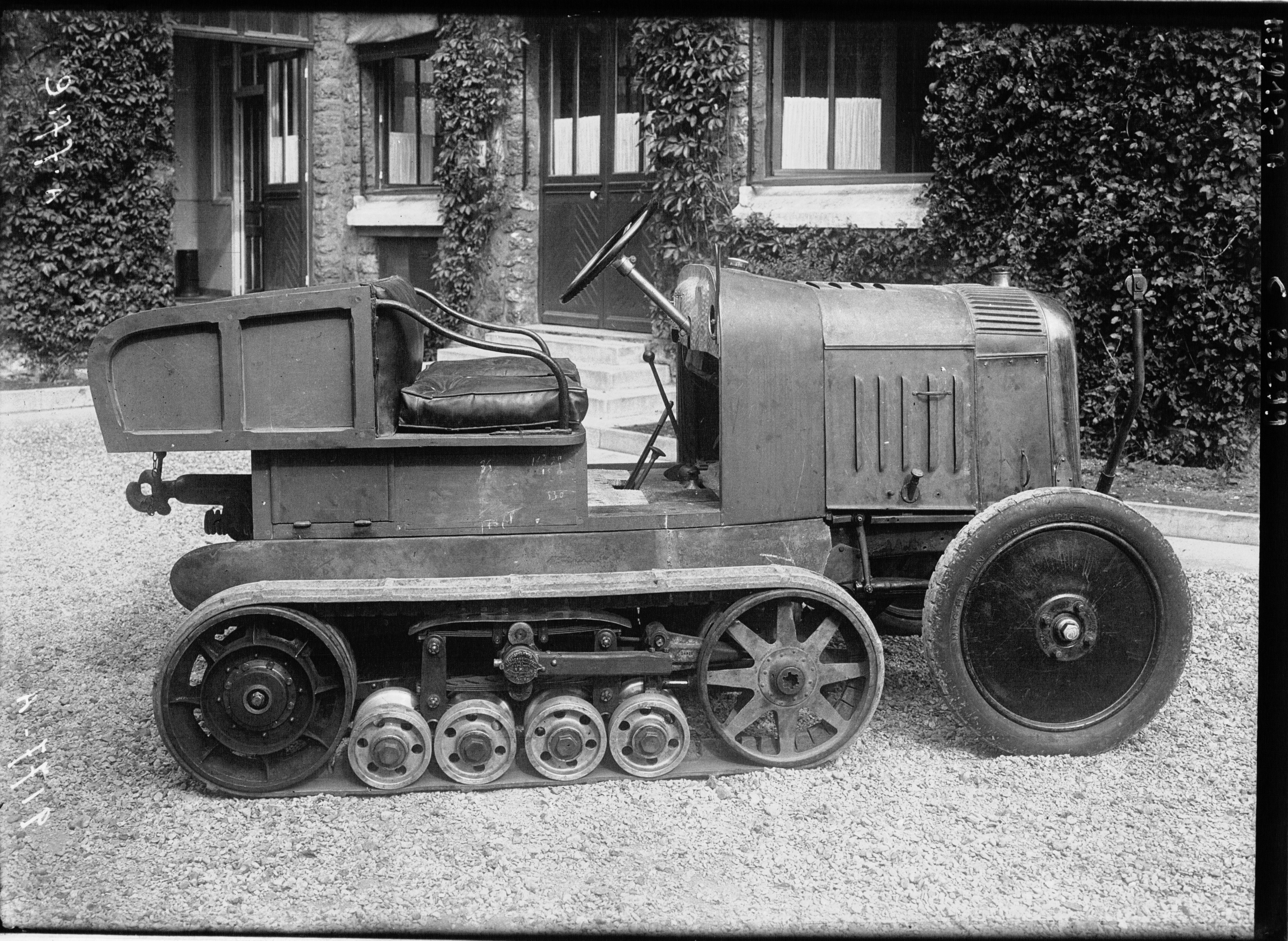
Dragfordonet Citroën-Kégresse P4T från 1924–1925

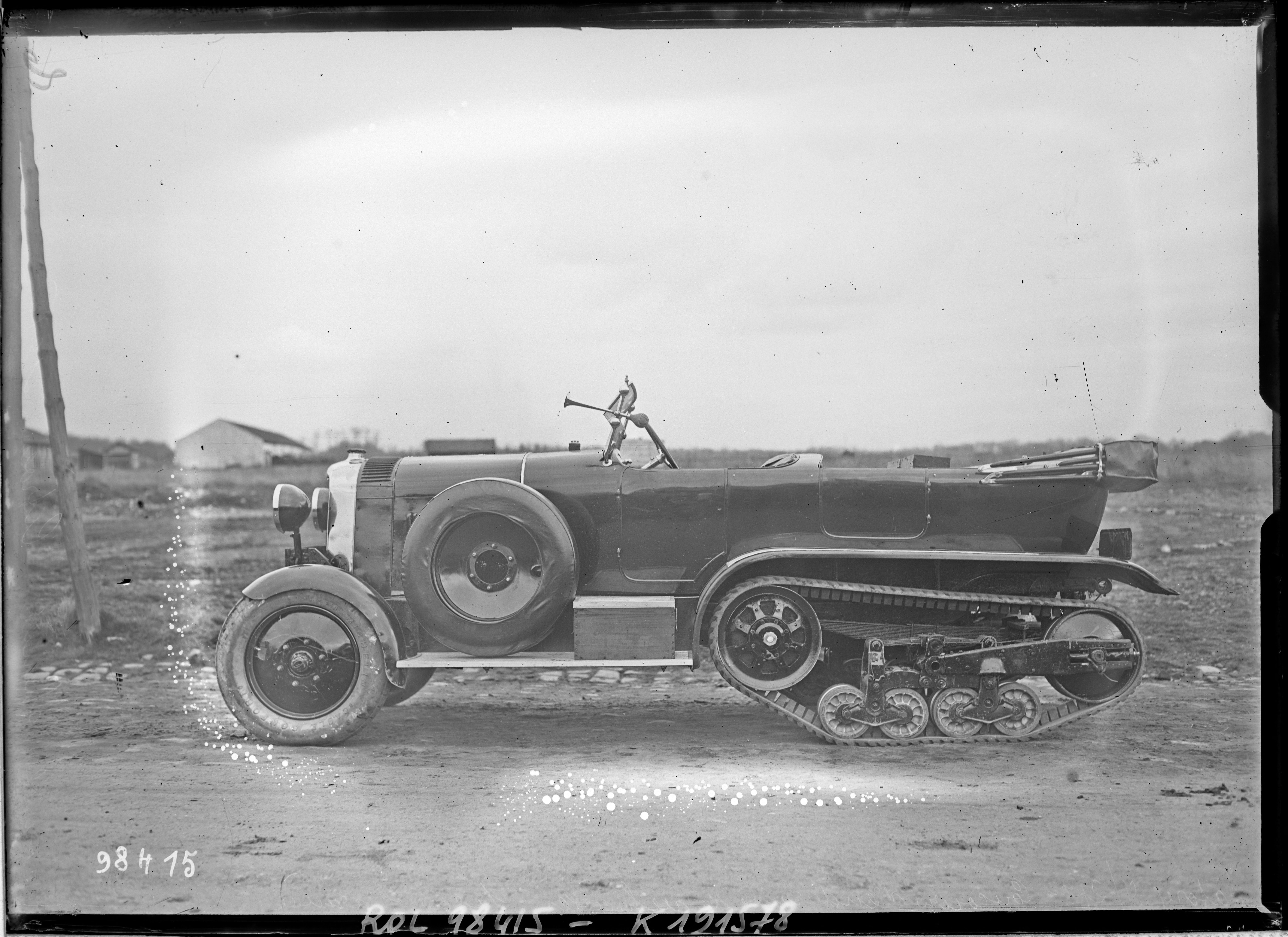
P7T från 1925–1927

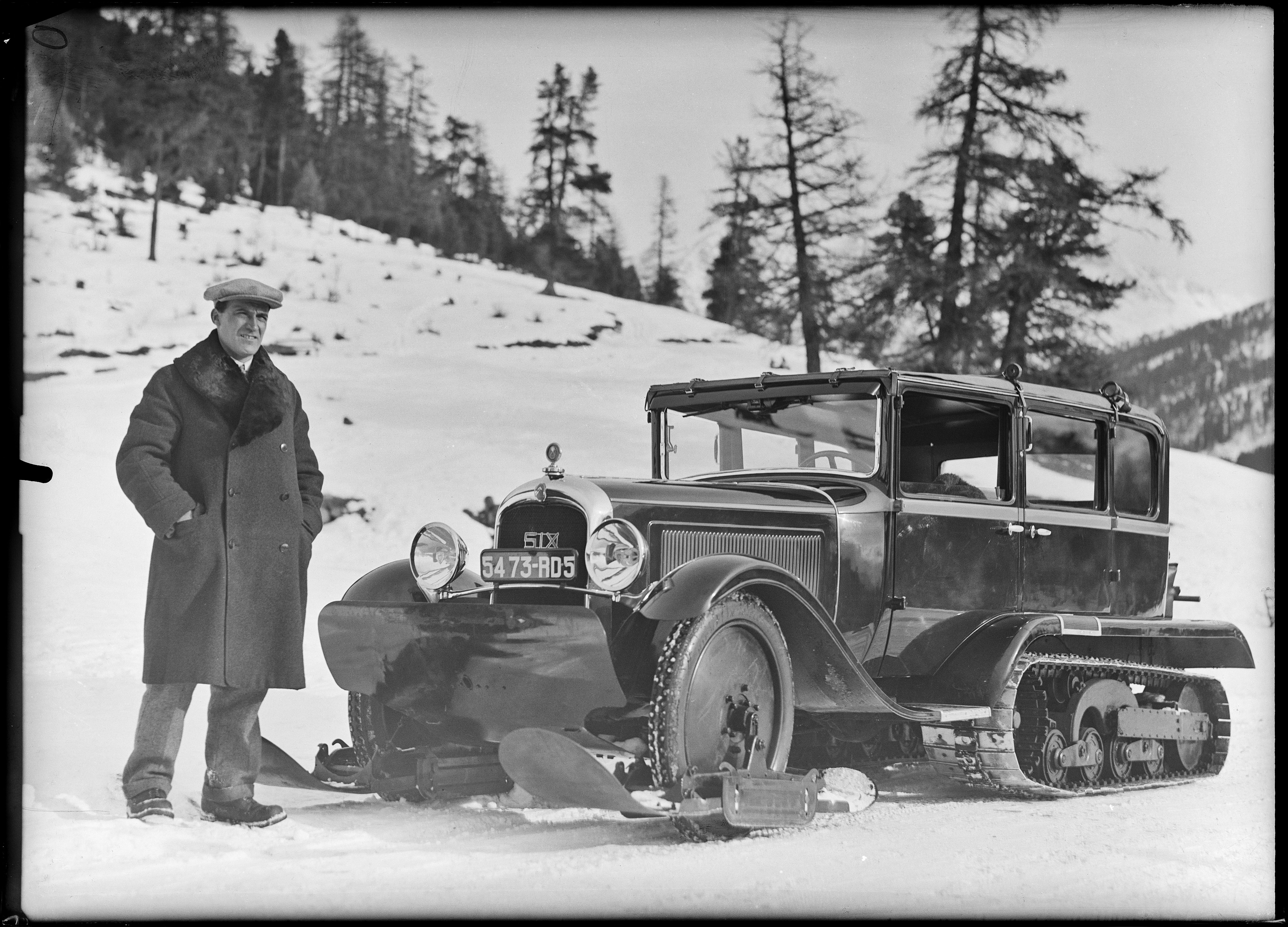
Citroën-Kégresse P15N, omkring 1930

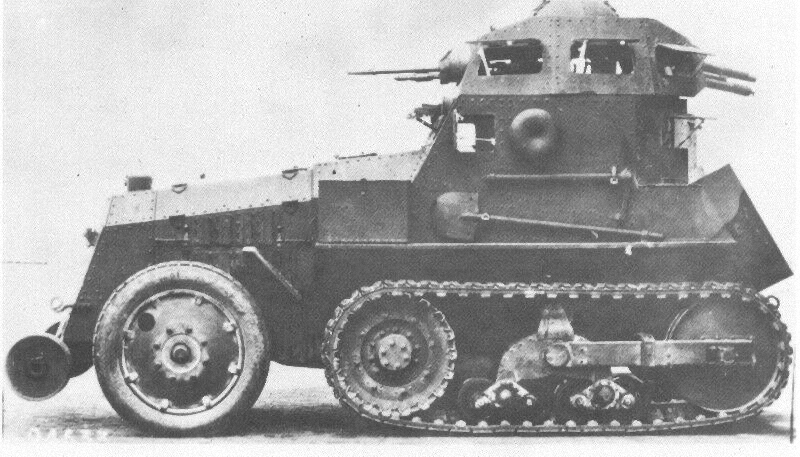
P16 från 1930–1931

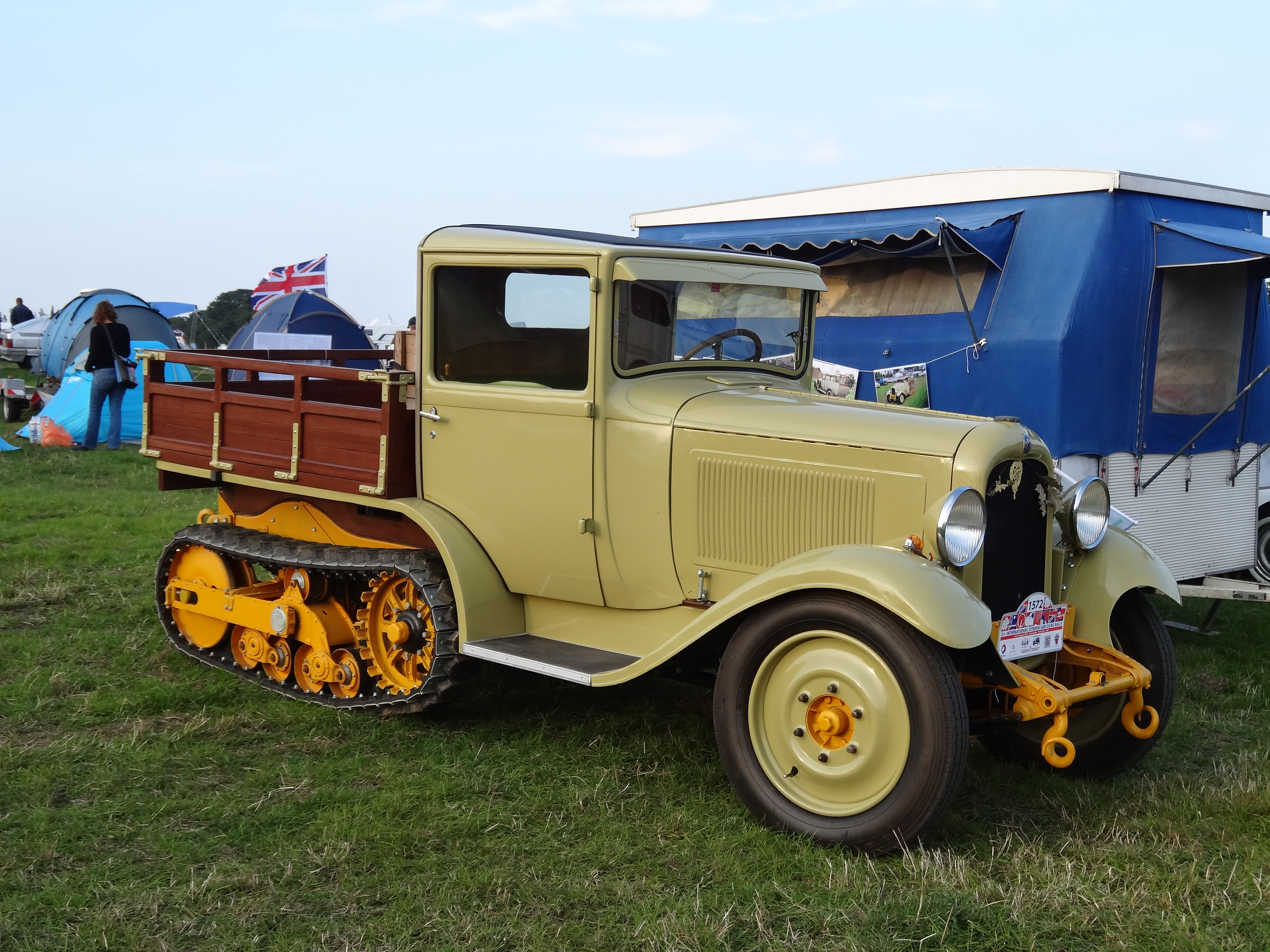
P17 från 1934

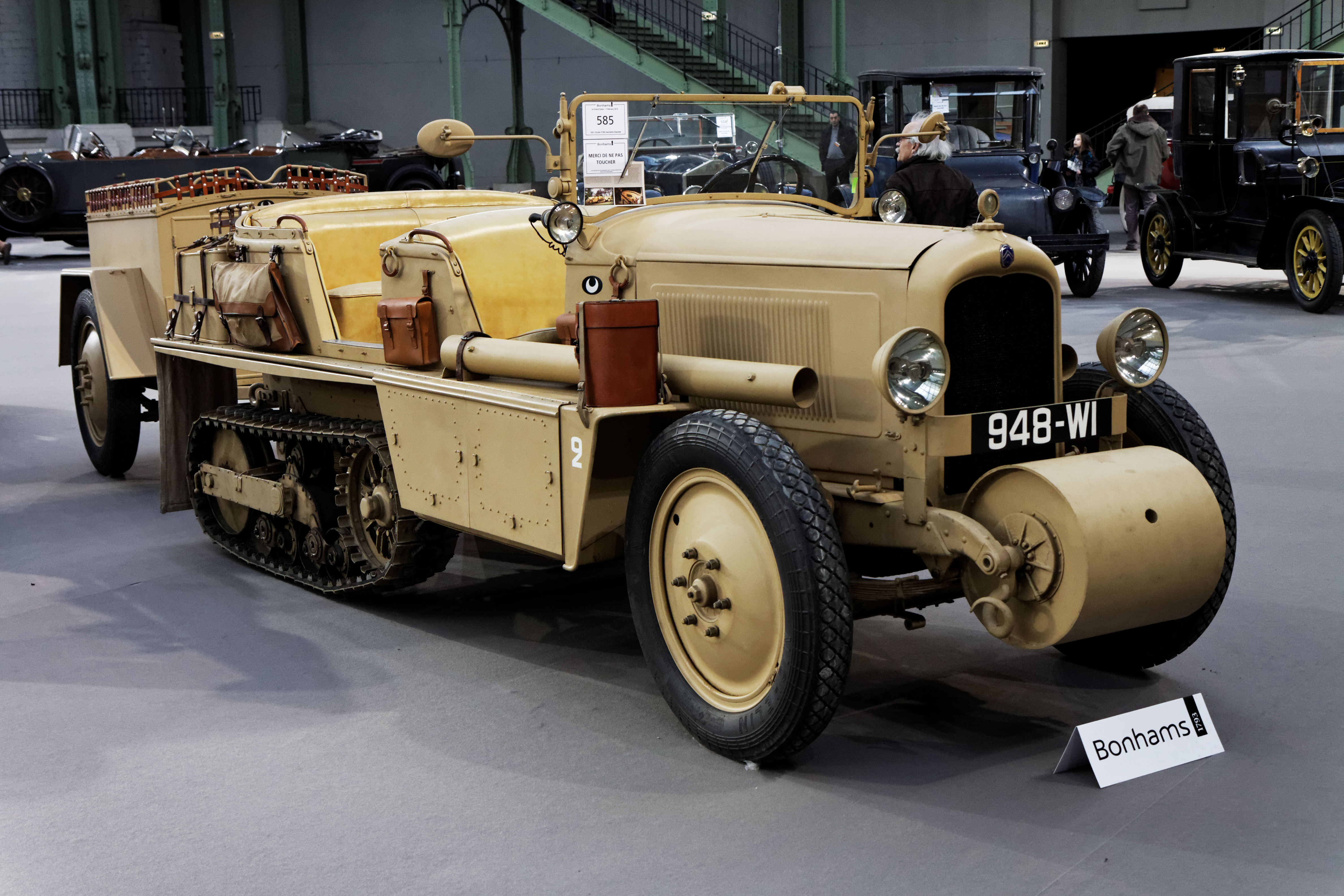
P19B från 1931

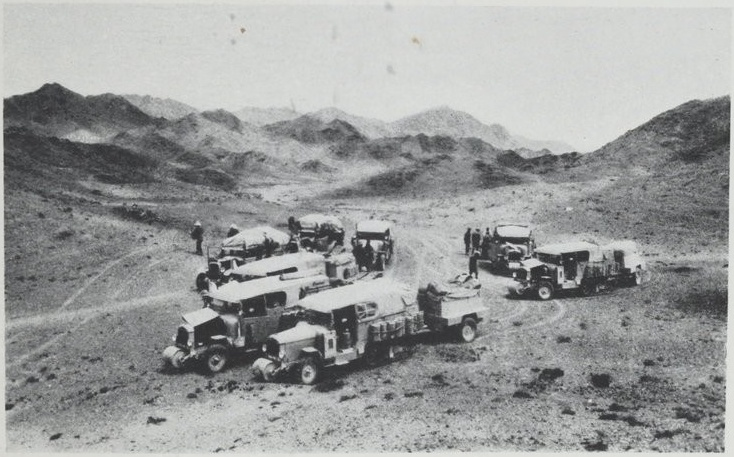
Sex P17 under Croisière jaune 1931–1932

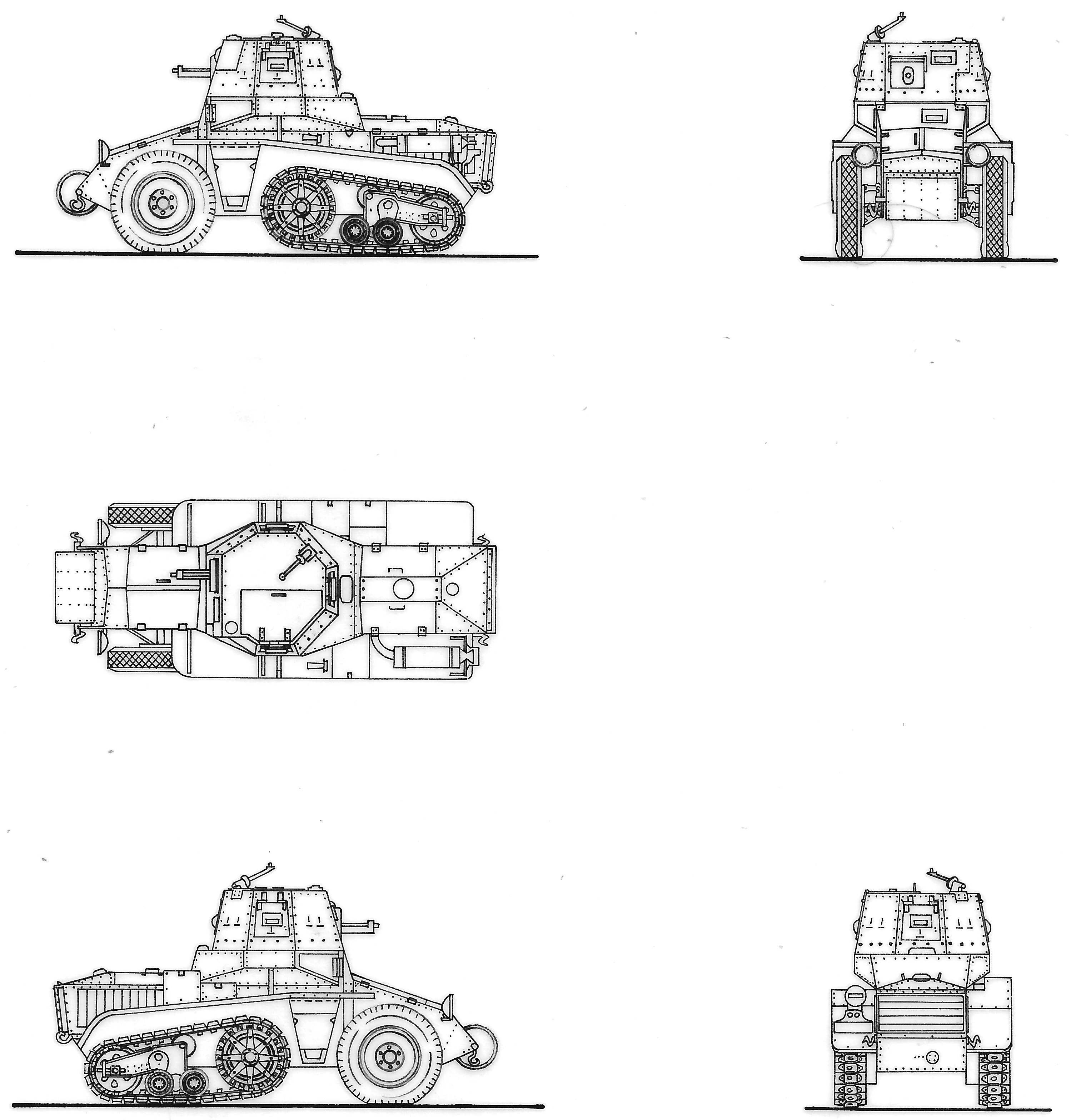
P28, utvecklad 1931

Citroën-Kégresse var ett märke för civila och militära halvbandvagnar, vilka Citroën tillverkade mellan 1921 och 1937.

## Historik
Adolphe Kégresse utvecklade i Ryssland före första världskriget halvbanddrivning för motorfordon för vintertrafik som teknisk chef för tsaren Nikolaj II:s garage. Efter ryska revolutionen återvände han till Frankrike och arbetade på Citroën, där han utvecklade halvbandvagnar till 1935.

## Modeller i urval
- Personbilen P1T var 1921 den första serietillverkade modellen med  en fyrcylindrig motor från Citroen B på 1,45 liter. Franska armén beställde 1923 omkring 70 fordon.
- Dragfordonet P4T tillverkades 1924–1925 i 58 exemplar till den franska armén. Ungefär lika många såldes till civila kunder.
- Personbilen P7T köptes i minst 58 exemplar 1925–1927, och de portugisiska och danska arméerna köpte den också.[1]
- P10 var en personbil, som tillverkades 1928–1931 för den franska armén.
- P14 tillverkades 1930–1932 som dragfordon för de franska, polska och belgiska arméerna.
- P15N var en 1928–1935 specialbyggd personbil för förhållanden med mycket snö.
- Pansarvagnen P16, också betecknad AMR Schneider P16, levererades i ett hundratal exemplar till den franska armén 1928–1931.
- Lastbilen P17 tillverkades 1930–1934. Sex fordon deltog 1931/1932 i den av Citroën organiserade expeditionen Croisière jaune.
- P19 tillverkades 1930-1935.
- P28 var ett lätt pansarbil, som utvecklades 1931. Nio levererades 1935 till Franska Indokina och tre för Djibouti. Pansarbilen vägde utan torn 4 750 kg och med torn 5 000 kg. Det var 4,68 m långt, 1,82 m brett och med torn 2,36 m högt.
- P107 var en efterföljare till P17, ett dragfordon med lätt pansar, som byggdes 1935–1937 och därefter tillverkades 1937–1940 av Unic som Unic P107.
- P112 var en lastbil av Citroën Typ 45, som förkortats och hade försetts med  ett extra banddrivningspaket, som kunde sänkas ned för att användas i oländig terräng. Åren 1936–1937 testades en prototyp av den franska armén, men det blev ingen serietillverkning.